# مارتن سينغلتون
مارتن سينغلتون (بالإنجليزية: Martin Singleton)‏ (2 أغسطس 1963 في المملكة المتحدة - ) هو لاعب كرة قدم بريطاني في مركز الوسط. لعب مع برادفورد سيتي وكوفنتري سيتي ونادي نورثامبتون تاون ونادي والسول ووست بروميتش ألبيون وAylesbury United F.C. ‏.

## وصلات خارجية
- مارتن سينغلتون على موقع قاعدة بيانات كرة القدم.إي يو (الإنجليزية)